# Dan Kalman
Pour les articles homonymes, voir Kalman.
Daniel "Dan" Simon Kalman (né le 21 mars 1952 à Oakland, Californie ) est un mathématicien américain et lauréat de neuf prix pour l'écriture explicative en mathématiques.

## Formation et carrière
Après avoir été diplômé de la Oakland High School (en) en 1970, Kalman s'est inscrit au Harvey Mudd College, où il a obtenu son diplôme en 1974. De 1974 à 1980, il était étudiant diplômé à l'université du Wisconsin à Madison, où il a obtenu son doctorat en 1980. Il a été de 1978 à 1979 instructeur à l'université Lawrence à Appleton, Wisconsin, et de 1979 à 1983 professeur adjoint à l'université du Wisconsin à Green Bay. Après avoir enseigné en tant que conférencier invité de 1983 à 1985 à l'Augustana College (en) de Sioux Falls, dans le Dakota du Sud, Kalman a travaillé de 1985 à 1993 en tant que membre du personnel technique de The Aerospace Corporation (en) à Los Angeles. À la American University de Washington, DC, il a été de 1993 à 1998 professeur adjoint, de 1998 à 2003 professeur agrégé et de 2003 à 2018 professeur titulaire, prenant sa retraite en 2018 en tant que professeur émérite. De 1996 à 1997, il a été directeur exécutif associé de la Mathematical Association of America (MAA) à Washington, DC .

## Prix et distinctions
La MAA a décerné neuf prix à Kalman pour des articles ou des livres d'exposition exceptionnels. Il a remporté le prix George Pólya en 1994 (pour An Undetermined Linear System for GPS, Vol. 33 , 2002, 384–390) et en 2003 (pour Six Ways to Sum a Series, Vol. 24, 1993, 402–421), le prix Trevor Evans de la Mathematical Association of America en 1997 et (avec le co-auteur Nathan Carter) en 2012, le prix Carl B. Allendoerfer (avec les co-auteurs Robert Mena et Shariar Shariari) en 1998 (pour « Variations on an Irrational Theme-Geometry, Dynamics, Algebra ») et (seul) en 2003 (pour « Doubly Recursive Multivariate Automatic Differentiation » (Mathematics Magazine, Vol. 75 (2002), p. 187-202)), le prix Lester R. Ford en 2009 et (avec le co-auteur Mark McKinzie) en 2013, et le prix Beckenbach en 2012 pour « Uncommon Mathematical Excursions: Polynomia and Related Realm » (The Mathematical Association of America, 2008).

## Publications (sélection)

### Articles
- Kalman, « The generalized Vandermonde matrix », Mathematics Magazine, vol. 57, no 1,‎ janvier 1984, p. 15–21 (DOI 10.1080/0025570X.1984.11977069)
- Kalman, « Six Ways to Sum a Series », The College Mathematics Journal, vol. 24, no 5,‎ novembre 1993, p. 402–421 (DOI 10.1080/07468342.1993.11973562, lire en ligne) (Prix George Polya 1994, décerné indépendamment à Charles Groetsch la même année)
- « The SVD: A Singularly Valuable Decomposition », The College Mathematics Journal, vol. 27, no 1,‎ janvier 1996, p. 2–23 (DOI 10.1080/07468342.1996.11973744, lire en ligne) (plus de 450 citations)
- avec Robert Mena et Shahriar Shahriari :Kalman, Mena et Shahriari, « Variations on an Irrational Theme—Geometry, Dynamics, Algebra », Mathematics Magazine, vol. 70,‎ avril 1997, p. 93–104 (DOI 10.1080/0025570X.1997.11996511, lire en ligne)
- avec James White :Kalman et White, « A Simple Solution of the Cubic », The College Mathematics Journal, vol. 29,‎ novembre 1998, p. 415–418 (DOI 10.1080/07468342.1998.11973980, lire en ligne).
- Kalman, « Marriages Made in the Heavens: A Practical Application of Existence », Mathematics Magazine, vol. 72,‎ avril 1999, p. 94–103 (DOI 10.1080/0025570X.1999.11996711, lire en ligne)
- Kalman, « A Matrix Proof of Newton's Identities », Mathematics Magazine, vol. 73,‎ octobre 2000, p. 313–315 (DOI 10.2307/2690982, JSTOR 2690982, lire en ligne)
- « A Generalization Logarithm for Exponential-Linear Equations », The College Mathematics Journal, vol. 32,‎ janvier 2001, p. 2–13 (DOI 10.1080/07468342.2001.11921844, lire en ligne)
- avec Jane Day :Day et Kalman, « Teaching Linear Algebra: Issues and Resources », The College Mathematics Journal, vol. 32,‎ mai 2001, p. 162–168 (DOI 10.1080/07468342.2001.11921870, lire en ligne).
- « Integrability and the glog Function », AMATYC Review, vol. 23,‎ fall 2001, p. 43–50 (lire en ligne).
- avec James White :Kalman et White, « Polynomial Equations and Circulant Matrices », American Mathematical Monthly, vol. 108,‎ novembre 2001, p. 821–841 (DOI 10.2307/2695555, JSTOR 2695555, lire en ligne).
- Kalman, « Doubly Recursive Multivariate Automatic Differentiation », Mathematics Magazine, vol. 75,‎ juin 2002, p. 187–203 (DOI 10.1080/0025570X.2002.11953128, lire en ligne).
- Kalman, « An Undetermined Linear System for GPS », The College Mathematics Journal, vol. 33,‎ novembre 2002, p. 384–390 (DOI 10.1080/07468342.2002.11921968, lire en ligne) (Prix George Pólya 2003)
- avec Robert Mena :Kalman et Mena, « The Fibonacci numbers—exposed », Mathematics Magazine, vol. 76, no 3,‎ juin 2003, p. 167–181 (DOI 10.1080/0025570X.2003.11953176, lire en ligne) (plus de 230 citations)
  - « The Fibonacci numbers—exposed (slides from a talk) », fall 2002
- Kalman, « Virtual Empirical Investigation: Concept Formation and Theory Justification », American Mathematical Monthly, vol. 112,‎ novembre 2005, p. 786–798 (DOI 10.1080/00029890.2005.11920252, lire en ligne)
- Kalman, « The Maximal Deflection on an Ellipse », The College Mathematics Journal, vol. 37,‎ septembre 2006, p. 250–260 (DOI 10.1080/07468342.2006.11922192, lire en ligne)
- Kalman, « Solving the Ladder Problem on the Back of an Envelope », Mathematics Magazine, vol. 80,‎ juin 2007, p. 163–182 (DOI 10.1080/0025570X.2007.11953477, lire en ligne)
- Kalman, « Archimedes in the 5th Dimension », Math Horizons, vol. 15, no 2,‎ novembre 2007, p. 8–10 (DOI 10.1080/10724117.2007.11974736, lire en ligne)
- Kalman, « An Elementary Proof of Marden's Theorem », American Mathematical Monthly, vol. 115,‎ avril 2008, p. 330–338 (DOI 10.1080/00029890.2008.11920532, lire en ligne) (Prix Lester R. Ford 2009)
- Kalman, « The Most Marvelous Theorem in Mathematics », Math Horizons, vol. 15,‎ avril 2008, p. 16–17 (DOI 10.1080/10724117.2008.11974767, lire en ligne)
  - « The Most Marvelous Theorem in Mathematics », Journal of Online Mathematics and Its Applications,‎ avril 2008 (lire en ligne) (diapositives d'une conférence)
- Kalman, « Leveling with Lagrange: An Alternate View of Constrained Optimization », Mathematics Magazine, vol. 82,‎ juin 2009, p. 186–196 (DOI 10.1080/0025570X.2009.11953617, lire en ligne)
- avec Mark McKinzie :Dan Kalman et Mark Mckinzie, « Another Way to Sum a Series: Generating Functions, Euler, and the Dilog Function », American Mathematical Monthly, vol. 119,‎ janvier 2012, p. 42–51 (DOI 10.4169/amer.math.monthly.119.01.042, lire en ligne).

### Livres
- Elementary Mathematical Models: Order Aplenty and a Glimpse of Chaos, Mathematical Association of America, 1997 (ISBN 0-88385-707-3, lire en ligne)[4]
  - avec Sacha Forgoston et Albert Goetz :Dan Kalman, Sacha Forgoston et Albert Goetz, Elementary Mathematical Models: An Accessible Development without Calculus, 2nd, coll. « AMS/MAA Textbooks », 2019 (ISBN 978-1-4704-5001-4, lire en ligne)[5]
- Uncommon Mathematical Excursions: Polynomia and Related Realms, vol. vol. 35, Mathematical Association of America, coll. « Dolciani Mathematical Expositions », 2008 (Prix du livre Beckenbach 2012) [6],[4],[7].
  - Uncommon Mathematical Excursions: Polynomia and Related Realms, MAA, 2 avril 2009 (ISBN 978-0-88385-341-2, lire en ligne).